# Blois
Blois er en fransk by i départementet Loir-et-Cher, som er en del af regionen Centre. Blois ligger med smukke kajer langs Loire midt mellem Orléans og Tours. Indbyggertallet var i 2005 48.600. Blandt byens museer er Maison de la magie, som er bygget op om illusionskunstneren Jean Eugène Robert-Houdin (1805-1871), som var født i byen. Andre kendte blésoises er opfinderen og videnskabsmanden Denis Papin (1647-1712) og politikeren Jack Lang (1939-), som var kulturminister under præsident Mitterand og borgmester i Blois.